# SMS Scharnhorst
SMS Scharnhorst là một tàu tuần dương bọc thép của Hải quân Đế quốc Đức, được chế tạo tại xưởng tàu của hãng Blohm & Voss ở Hamburg, Đức. Scharnhorst là chiếc dẫn đầu cho lớp của nó, vốn còn bao gồm con tàu chị em Gneisenau, là một phiên bản mở rộng của lớp Roon dẫn trước, với trọng lượng choán nước lên đến 12.985 t (12.780 tấn Anh; 14.314 tấn Mỹ); chúng được trang bị dàn hỏa lực chính mạnh hơn và có tốc độ tối đa nhanh hơn. Con tàu được đặt tên theo vị tướng người Phổ Gerhard von Scharnhorst và được đưa ra hoạt động vào ngày 24 tháng 10 năm 1907.
Scharnhorst phục vụ trong khoảng thời gian ngắn cho Hạm đội Biển khơi Đức vào năm 1908, mặc dù hầu hết thời gian này đã sử dụng cho các tiến hành thử nghiệm trên biển. Sau khi đi vào hoạt động, Scharnhorst được phân về Hải đội Đông Á Đức Quốc đặt căn cứ tại Thanh Đảo, Trung Quốc trong năm 1909. Sau khi đến nơi, nó thay thế tuần dương hạm Fürst Bismarck trong vai trò là soái hạm của Hải đội, vì trí mà nó nắm giữ trong suốt khoảng thời gian còn lại của sự nghiệp. Trong năm năm tiếp theo, nó đã thực hiện nhiều chuyến hành trình đến cảng khác nhau ở châu Á để giương cao lá cờ Đức. Nó thường xuyên hộ tống các chỉ huy Hải đội trong các cuộc họp mặt với các nguyên thủ quốc gia châu Á và đã có mặt tại Nhật Bản nhân lễ đăng quang của Thiên hoàng Đại Chính năm 1912.
Sau khi Chiến tranh Thế giới thứ nhất nổ ra vào tháng 8 năm 1914, được tháp tùng bởi ba tàu tuần dương hạng nhẹ và nhiều tàu tiếp than, cả hai đã băng ngang Thái Bình Dương trong quá trình lẩn tránh nhiều lực lượng hải quân Đồng Minh được gửi đi truy lùng và tiêu diệt chúng, trước khi đi đến bờ biển Nam Mỹ. Vào ngày 1 tháng 11 năm 1914, Scharnhorst cùng phần còn lại của hải đội đã đối đầu và áp đảo một hải đội Anh trong trận Coronel. Thất bại đau đớn này đã buộc Bộ Hải quân Anh phải phái hai tàu chiến-tuần dương đi truy tìm và tiêu diệt hải đội của von Spee, kết thúc bởi trận chiến quần đảo Falkland vào ngày 8 tháng 12 năm 1914, nơi toàn bộ hải đội Đức, kể cả Scharnhorst, bị đánh chìm.
Ủy ban Di sản Hàng hải Falkland đã tìm thấy xác con tàu SMS Scharnhorst sau một cuộc tìm kiếm kéo dài 5 năm. Việc phát hiện xác tàu được công bố vào tháng 12 năm 2019 bởi Mensun Bound.

## Thiết kế và chế tạo

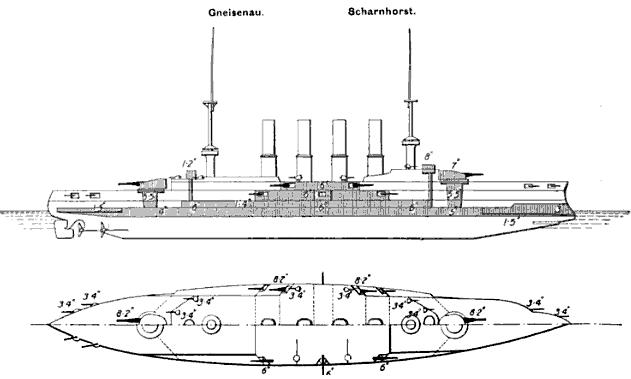
Sơ đồ lớp tàu Scharnhorst

Scharnhorst có chiều dài chung 144,6 mét (474 ft), mạn thuyền rộng 21,6 m (71 ft) và tầm nước 8,37 m (27 ft 6 in). Con tàu có trọng lượng choán nước tiêu chuẩn 11.616 t (11.433 tấn Anh), và lên đến 12.985 t (12.780 tấn Anh) khi đầy tải. Nó được hỗ trợ bởi ba động cơ hơi nước ba buồng bành trướng 3 xy-lanh với 18 nồi hơi đốt than kiểu hàng hải với tổng cộng 36 lò đốt. Động cơ của nó được đánh giá ở mức 25,644 mã lực chỉ (19,123 kW), cho tốc độ tối đa là 22,5 hải lý trên giờ (42 km/h). Thủy thủ đoàn đầy đủ của nó bao gồm 52 sĩ quan và 788 thủy thủ, trong đó bao gồm 14 sĩ quan và 62 thủy thủ được tăng cường cho thành phần ban tham mưu của tư lệnh hải đội, cộng thêm vào số thủy thủ đoàn căn bản.
Dàn vũ khí chính của Scharnhorst bao gồm tám khẩu pháo 21 cm (8,3 in) SK L/40 bắn nhanh gồm bốn khẩu trên hai tháp pháo nòng đôi bố trí phía trước và phía sau cấu trúc thượng tầng, số còn lại đặt trên những tháp pháo nòng đơn hai bên mạn tàu. Dàn pháo hạng hai bao gồm sáu khẩu 15 cm (5,9 in) SK L/40 bắn nhanh bố trí trong các tháp pháo ụ kiểu MPL C/06; và mười tám khẩu pháo 8,8 cm (3,46 in) SK L/45 bắn nhanh bố trí trong tháp pháo ụ. Nó còn được trang bị bốn ống phóng ngư lôi ngầm 44 cm (17 in), gồm một trước mũi, một phía đuôi và một mỗi bên mạn giữa tàu, tất cả đều được đặt trên mặt nước. Chúng có đai giáp dày đến 150 mm (5,9 in), các tháp pháo của dàn pháo chính có nóc dày 18 cm (7,1 in). Sàn tàu bọc thép chính có độ dày từ 3,5 đến 6 cm (1,4 đến 2,4 in), nơi dày nhất nằm ở phần giữa con tàu nơi động cơ, các hầm đạn và các phần quan trọng khác được bố trí.

## Lịch sử hoạt động

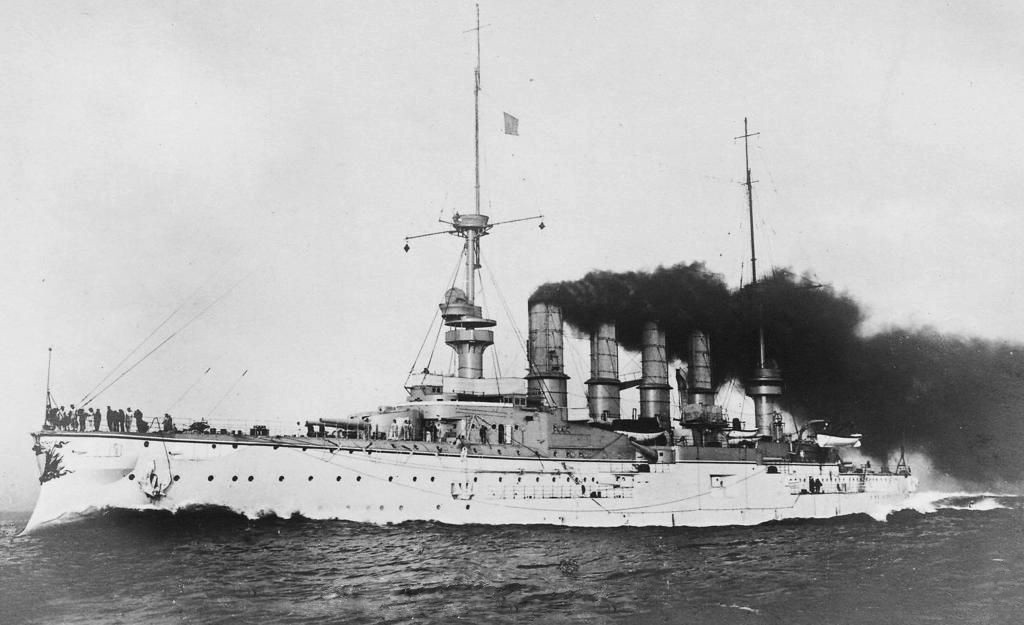
Scharnhorst chạy hết động cơ vào năm 1908, có lẽ là trong một cuộc thử nghiệm trên biển.

Được đặt tên theo Generalleutnant (Trung tướng) Gerhard von Scharnhorst, một nhà cải cách quân sự nước Phổ trong giai đoạn Chiến tranh Napoléon, Scharnhorst được đặt lườn tại xưởng tàu của hãng Blohm & Voss ở Hamburg, Đức vào 22 tháng 3 năm 1905, dưới số hiệu chế tạo 175. Nó được hạ thủy vào ngày 23 tháng 3 năm 1906 và Generalfeldmarschall (Thống chế) Gottlieb Graf von Haeseler đã đọc bài diễn văn và đặt tên cho nó trong buổi lễ hạ thủy. Chiếc tàu tuần dương bọc thép mới đã được đưa ra hoạt động một năm rưỡi sau đó, vào ngày 24 tháng 10 năm 1907. Sau đó, nó đã chạy thử nghiệm và trong khi tiến hành kiểm tra tốc độ, nó đã vượt quá tốc độ thiết kế của mình 1 hải lý và đạt đến 23,5 hải lý trên giờ (43,5 km/h; 27,0 mph).
Từ ngày 6 đến ngày 11 tháng 11, các cuộc thử nghiệm của nó đã bị gián đoạn bởi một chuyến đi đến Vlissingen, Hà Lan và Portsmouth ở Anh bởi du thuyền Hohenzollern của Kaiser Wilhelm II và tàu tuần dương hạng nhẹ Königsberg. Ngày 14 tháng 1 năm 1908, Scharnhorst bị mắc cạn ngoài khơi Hải đăng Bülk và phải nhận thiệt hại nghiêm trọng ở phần thân nằm dưới nước. Việc sửa chữa được xưởng Blohm & Voss thực hiện và kéo dài cho đến ngày 22 tháng 2 năm sau. Ngay sau đó, tàu tuần dương lại tiếp tục các cuộc thử nghiệm của mình và vẫn tiếp tục cho đến hết tháng tư. Ngày 01 tháng 5, nó thay Yorck làm kỳ hạm của lực lượng trinh sát của Hạm đội Biển khơi Đức và nằm dưới sự chỉ huy của Konteradmiral (Chuẩn đô đốc) August von Heeringen. Trong suốt phần còn lại của năm, nó tham gia vào các buổi tập luyên và diễn tập thường nhật thời bình của hạm đội.

### Hải đội Đông Á

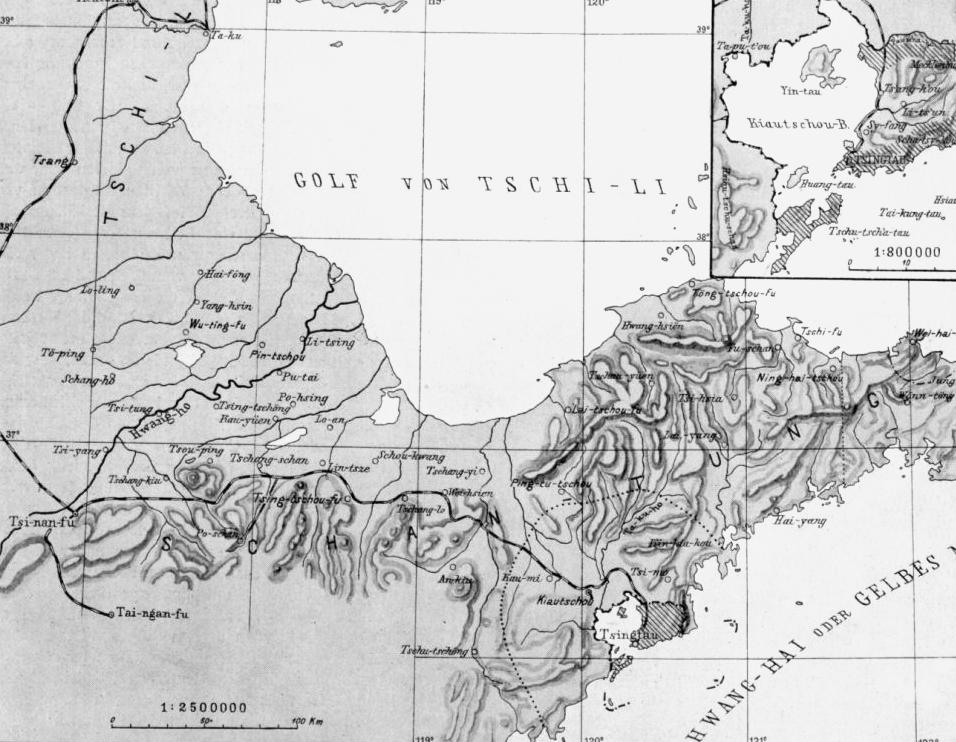
Một bản đồ của Đức năm 1912 vẽ Bán đảo Sơn Đông và Tô giới Giao Châu

Vào 11 tháng 3 năm 1909, Scharnhorst được phân về Ostasiengeschwader (Hải đội Đông Á) và Yorck lại thay thế nó làm kỳ hạm của lực lượng trinh sát của Hạm đội Biển khơi. Sau khi hoàn thành việc chuẩn bị cho chuyến đi, Scharnhorst rời Kiel vào ngày 1 tháng 4; trên tàu là Chuẩn Đô đốc Friedrich von Ingenohl, người đã nắm quyền chỉ huy của Hải đội Đông Á khi nó đến. Vào ngày 29 tháng Tư, Scharnhorst gặp Fürst Bismarck, kỳ hạm của Hải đội Đông Á, ở Colombo. Tại đây, Scharnhorst đã đảm nhận vai trò là kỳ hạm của hải đội. Vào thời điểm đó, hải đội cũng bao gồm hai tàu tuần dương hạng nhẹ là Leipzig và Arcona và một số pháo hạm và tàu phóng ngư lôi. Trong tháng 7 và tháng 8, Scharnhorst đã thực hiện một chuyến tuần tra trong vùng biển Hoàng Hải và khảo sát các cảng trong khu vực vào tháng 8. Nó đã ở tại Hồng Kông vào tháng 12 và đầu tháng 1 năm 1910 nhân lễ Giáng sinh và Năm mới cùng với Leipzig và pháo hạm Luchs.
Vào tháng 1, Scharnhorst, Leipzig và Luchs đã thực hiện một chuyến du hành tới các cảng Đông Nam Á, bao gồm Bangkok, Manila và dừng lại ở Sumatra và Bắc Borneo. Vào ngày 22 tháng 3, Scharnhorst và Leipzig đã quay về cảng nhà ở Thanh Đảo. Đang lúc ấy, Arcona đã rời hải đội Đông Á vào tháng 2, thay thế nó là Nürnberg và đã đến ngày 09 tháng 4. Ingenohl bấy giờ đã được thăng lên làm Vizeadmiral (Phó Đô đốc), khởi hành quay về Đức vào ngày 6 tháng 6 và đã được thay thế bởi Chuẩn Đô đốc Erich Gühler. Tân chỉ huy của hải đội đi cùng Scharnhorst và Nürnberg trên một chuyến tuần du tới các thuộc địa Đức ở Thái Bình Dương, và khởi hành vào ngày 20 tháng 6. Điểm dừng chân bao gồm quần đảo Mariana, Truk, và Apia tại Samoa thuộc Đức. Tại điệm dừng chân cuối cùng, các con tàu đã gặp các tàu tuần dương không được bảo vệ là Cormoran và Condor, cả hai đều là tàu đồn trú cho Trạm biển phía Nam. Trong khi đó, tàu tuần dương hạng nhẹ mới là Emden đã cập bến ngày 22 tháng 7, tiếp tục tăng cường Hải đội Đông Á.

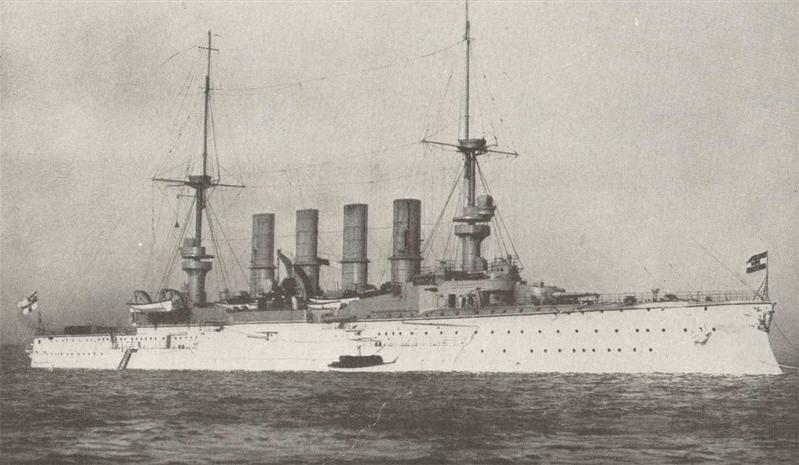
Hình ảnh thời tiền chiến của Scharnhorst

Năm 1910, Scharnhorst giành giải Kaiser's Schießpreis (Cuộc thi bắn pháo) cho pháo binh xuất sắc trong Hải đội Á Đông. Ngày 25 tháng 11, Scharnhorst và phần còn lại của hải đội đã khởi hành đến Hồng Kông và Nam Kinh; trong khi ở Hồng Kông, một ổ dịch sốt phát ban xảy ra. Một trong số những người bị nhiễm là Gühler, người qua đời vì căn bệnh này vào ngày 21 tháng 1 năm 1911. Trong khi đó, tình trạng bất ổn đã xảy ra ở Ponape và yêu cầu sự hiện diện của hai chiếc Emden và Nürnberg. Scharnhorst, thay vì thực hiện một chuyến du hanh ở các cảng khu vực Đông Nam Á, bao gồm Sài Gòn, Singapore và Batavia, đã quay trở về Thanh Đảo qua đường Hồng Kông và Hạ Môn và cập bến vào ngày 01 tháng 3. Tại đây, Chuẩn Đô đốc Günther von Krosigk đang chờ lệnh để tiếp quản hải đội. Hai tuần sau đó, hải đội được củng cố thêm bởi sự xuất hiện của con tàu chị em của Scharnhorst là Gneisenau vào ngày 14 tháng 3. Từ ngày 30 tháng 3 - 12 tháng 5, Scharnhorst đã thực hiện một chuyến đi trong vùng biển Nhật Bản với sự có mặt của Krosigk trên tàu. Sau đó, nó đã đi đến khu vực phía bắc của Vùng lãnh thổ thuộc sự bảo hộ của Đức vào đầu tháng 7, cũng vào thời điểm tình hình căng thẳng ở châu Âu trở nên cao độ do khủng hoảng Agadir. Krosigk cố gắng để giữ cho tình hình yên tĩnh trong khu vực Đông Á và ông đã thực hiện một chuyến đi cùng Kỳ hạm của mình đến các bến cảng trong vùng biển Hoàng Hải. Ngày 15 tháng 9, chiếc tàu tuần dương đã quay trở lại tại Thanh Đảo.
Sau khi đến Thanh Đảo, Scharnhorst đi vào cảng để thực hiện sửa chữa hàng năm của mình; Krosigk tạm thời chuyển cờ hiệu của mình lên chiếc Gneisenau. Vào ngày 10 tháng 10, cuộc Cách mạng Tân Hợi chống lại nhà Thanh nổ ra, trong đó gây ra rất nhiều căng thẳng với người châu Âu, gợi nhớ đến các cuộc tấn công vào người nước ngoài trong Phong trào Nghĩa Hòa Đoàn những năm 1900-1901. Phần còn lại của Hải đội Đông Á đã được đặt trong tình trạng báo động để bảo vệ quyền lợi của người Đức và binh lính bổ sung đã được gửi để bảo vệ lãnh sự quán Đức. Nhưng các cuộc tấn công đáng sợ của người châu Âu đã không xảy ra và do đó, sự hiện diện của Hải đội Á Đông là không cần thiết. Đến cuối tháng 11, Scharnhorst đã trở lại phục vụ và Krosigk đã quay trở về tàu. Nó thực hiện một chuyến đi tới Thượng Hải ghé qua Thiên Tân và Yên Đài và đã cập bến vào ngày 12 tháng 12. Từ ngày 14 đến ngày 24 tháng 1 năm 1912, Scharnhorst đã thực hiện các chuyến đi tới các cảng bờ biển Hoa Đông và trở về Thanh Đảo vào ngày 09 tháng 3, nơi mà phần còn lại của hải đội được lắp ráp. Vào ngày 13 tháng 3, con tàu đã thực hiện một hành trình kéo dài cả tháng đến vùng biển Nhật Bản, trở về Thanh Đảo vào ngày 13 tháng 3. Từ ngày 17 tháng 7 - 4 tháng 9, Scharnhorst đã thực hiện một chuyến đi đến các cảng của Nhật Bản và trong thời gian này, nó cũng đã ghé thăm Vladivostok ở Nga và một số cảng trong vùng biển Hoàng Hải.

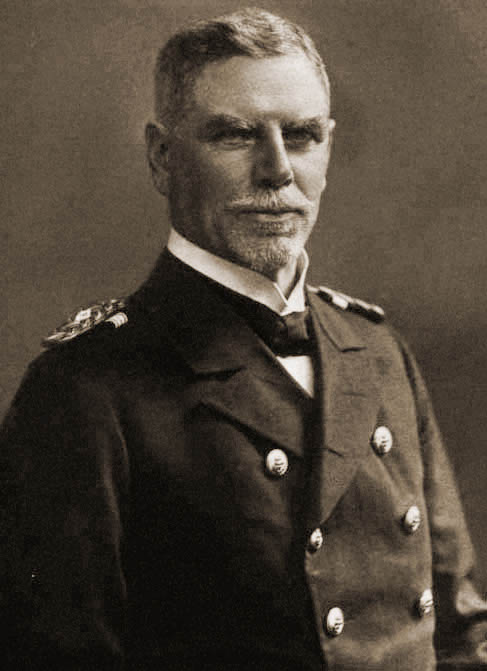
Phó Đô đốc Maximilian von Spee, người đã chỉ huy Scharnhorst trong Thế chiến I

Ngày 30 tháng 7, Thiên hoàng Minh Trị băng hà; Scharnhorst hộ tống chiếc Leipzig, vốn đang chở Hoàng tử Heinrich, em trai của Wilhelm II, đến dự đám tang của Thiên hoàng Minh Trị và lễ đăng quang của Thiên hoàng Đại Chính. Các tàu ở lại Nhật Bản từ ngày 5 đến ngày 26 tháng 9. Sau khi trở về Thanh Đảo, Hoàng tử Heinrich tiến hành một cuộc kiểm tra toàn bộ Hải đội Đông Á. Ngày 04 tháng 12, Krosigk bàn giao quyền chỉ huy hải đội cho Chuẩn Đô đốc Maximilian von Spee. Ngày 27 tháng 12, Spee thực hiện một chuyến đi ở vùng Tây Nam Thái Bình Dương cùng Scharnhorst và Gneisenau, bao gồm cả các điểm dừng chân ở Hạ Môn, Singapore, và Batavia. Hai tàu tuần dương quay trở về Thanh Đảo vào ngày 2 tháng 3 năm 1913. Từ 1 tháng 4 - 7 tháng 5, Spee đi cùng Scharnhorst đến Nhật Bản để gặp Thiên hoàng Đại Chính. Bắt đầu từ ngày 22 tháng 6, Spee bắt đầu một chuyến đi tới các thuộc địa Thái Bình Dương của Đức trên Kỳ hạm của mình. Con tàu dừng lại ở quần đảo Mariana, Quần đảo Admiralty, quần đảo Hermit, Rabaul ở Neupommern, và Friedrich-Wilhelmshafen ở Tân Guinea thuộc Đức.
Trong khi còn ở Rabaul vào ngày 21 tháng 7, Spee nhận được tin báo về tình trạng bất ổn xảy ra ở Trung Quốc. Điều này đã khiến ông phải quay trở lại vũng tàu Ngô Tùng, bên ngoài Thượng Hải, vào ngày 30 tháng 7. Sau khi tình hình dịu đi, Spee đã có thể thực hiện một chuyến đi ngắn cùng các chiến hạm của mình đến Nhật Bản, bắt đầu từ ngày 11 tháng 11. Scharnhorst và phần còn lại của hải đội đã trở về Thượng Hải vào ngày 29 tháng 11, trước khi nó rời cảng cho một chuyến đi đến Tây Nam Á. Spee đã gặp Chulalongkorn, vua Xiêm La và cũng đã đến thăm Sumatra, Bắc Borneo và Manila. Scharnhorst trở về Thanh Đảo vào ngày 19 tháng 3 năm 1914. Vào đầu tháng 5, Spee, bây giờ đã được thăng lên làm Phó Đô đốc, đã cùng Scharnhorst và tàu phóng ngư lôi SMS S90 đến thăm Port Arthur và sau đó đến Thiên Tân; Spee tiếp tục đến Bắc Kinh, nơi ông gặp Viên Thế Khải, Tổng thống đầu tiên của nước Trung Hoa Dân quốc. Ông đã trở lại Scharnhorst vào ngày 11 tháng 5 và đưa con tàu trở về Thanh Đảo. Spee sau đó bắt đầu chuẩn bị cho một chuyến đi đến Tân Guinea thuộc Đức; Scharnhorst rời cảng vào ngày 20 tháng 6, chỉ để Emden ở lại Thanh Đảo.
Gneisenau gặp gỡ Scharnhorst tại Nagasaki, Nhật Bản, nơi chúng được tiếp đầy than. Hai con tàu lên đường hướng về phía Nam, đi đến Truk vào đầu tháng 7; trên đường đi chúng nhận được tin tức về vụ ám sát Franz Ferdinand của Áo. Ngày 17 tháng 7, hải đội đi đến Ponape thuộc quần đảo Caroline. Tại đây, Đô đốc von Spee có thể truy cập được mạng lưới vô tuyến của Đức, nơi ông biết được Áo-Hung đã tuyên chiến với Serbia và Nga tuyên bố tổng động viên. Đến ngày 31 tháng 7, tin tức bay đến về việc Đức ra tối hậu thư về hạn định cuối cùng mà Nga phải giải giáp. Von Spee ra lệnh cho các con tàu chuẩn bị chiến tranh. Ngày 2 tháng 8, Hoàng đế Wilhelm II ra lệnh tổng động viên chống lại Pháp và Nga.

### Chiến tranh Thế giới thứ nhất

Hải đội Đông Á Đức ở Thanh Đảo; Scharnhorst và Gneisenau nằm ở giữa

Khi Chiến tranh Thế giới thứ nhất bùng nổ, Scharnhorst là soái hạm của Tư lệnh Hải đội Đông Á Đức Quốc, Phó đô đốc Maximilian von Spee, một đơn vị vốn bao gồm Scharnhorst, tàu chị em Gneisenau, các tàu tuần dương hạng nhẹ Emden, Nürnberg và Leipzig. Vào ngày 6 tháng 8 năm 1914, Scharnhorst, Gneisenau, tàu tiếp liệu Titania và tàu tiếp than Nhật Bản Fukoku Maru vẫn còn ở lại Ponape; von Spee ra lệnh triệu hồi các tàu tuần dương hạng nhẹ vốn đang phân tán trên nhiều chuyến đi khác nhau khắp Thái Bình Dương. Nürnberg gia nhập với von Spee cuối ngày hôm đó; ông quyết định nơi tốt nhất để tập trung lực lượng dưới quyền là ở đảo Pagan về phía Bắc quần đảo Mariana, một lãnh thổ vẫn dưới quyền kiểm soát của Đức tại trung tâm Thái Bình Dương.
Mọi tàu tiếp than, tàu tiếp liệu và tàu biển chở hành khách đang có đều được lệnh đi đến gặp gỡ Hải đội Đông Á tại đây. Ngày 11 tháng 8, von Spee đi đến Pagan, nơi ông được tháp tùng bởi Emden, chiếc tàu buôn tuần dương vũ trang Prinz Eitel Friedrich cùng nhiều tàu tiếp liệu. Scharnhorst và Gneisenau hội quân cùng với Emden và Nürnberg, bốn con tàu bắt đầu rời khu vực trung tâm Thái Bình Dương hướng về phía Chile. Ngày 13 tháng 8, hạm trưởng của Emden, Chuẩn Đô đốc Karl von Müller, thuyết phục von Spee cho tách con tàu của mình ra làm nhiệm vụ cướp phá tàu buôn. Ngày 14 tháng 8, Hải đội Đông Á lên đường từ Pagan hướng đến đảo san hô Enewetak thuộc quần đảo Marshall, do Scharnhorst dẫn đầu. Các con tàu được tiếp đầy than khi đến nơi vào ngày 20 tháng 8.

Bản đồ mô tả đường đi của Hải đội Đông Á

Để giúp cho Bộ chỉ huy tối cao Đức được thông tin đầy đủ, von Spee cho tách Nürnberg ra vào ngày 8 tháng 9 đi đến Honolulu gửi thông tin thông qua các nước trung lập. Nürnberg mang lại thông tin về việc lực lượng Đồng Minh đã xâm chiếm thuộc địa Samoa của Đức. Scharnhorst và Gneisenau đi đến Apia để khảo sát tình hình, nhưng không tìm thấy mục tiêu thích hợp. Trong trận Papeete vào ngày 22 tháng 9, Scharnhorst cùng với phần còn lại của Hải đội Đông Á đã bắn phá phần thuộc địa của Pháp này. Trong trận bắn phá, pháo hạm Pháp cũ Zélée bị hỏa lực từ các con tàu Đức đánh chìm. Tuy nhiên, ý định của von Spee muốn chiếm lấy số dự trữ than tại đây bị ngăn trở do ông e ngại lối vào cảng bị cài mìn.

Đến ngày 12 tháng 10, Scharnhorst cùng với phần còn lại của Hải đội Đông Á đi đến đảo Phục Sinh, tại đây chúng được tháp tùng thêm bởi sự có mặt của Dresden và Leipzig vốn đi đến từ vùng biển Hoa Kỳ. Dresden vốn đặt căn cứ tại vùng biển Caribe, nhưng lại đang có mặt tại San Francisco khi von Spee ra lệnh tập trung mọi lực lượng hải quân Đức trong khu vực. Sau một tuần lễ tại khu vực này, các con tàu khởi hành đi Chile. Vào tối ngày 26 tháng 10, Scharnhorst và phần còn lại của hải đội rời khỏi Mas a Fuera, Chile và hướng về phía đông, đến Valparaíso vào ngày 30 tháng 10. Ngày 01 tháng 11, Spee nhận được thông tin từ chiếc Prinz Eitel Friedrich rằng chiếc tàu tuần dương hạng nhẹ của Anh HMS Glasgow đã neo ở Coronel từ ngày hôm trước, do đó, ông quay về cảng để cố bắt nó một mình.

#### Trận Coronel

Sự di chuyển của các chiến hạm trong trận Coronel. Tàu Anh được hiển thị bằng màu đỏ; Tàu Đức bằng màu xanh lam.

Để đối đầu lại với hải đội Đức ngoài khơi bờ biển Nam Mỹ, Hải quân Hoàng gia Anh chỉ có những nguồn lực hiếm hoi; dưới quyền chỉ huy của Chuẩn đô đốc Christopher Cradock là các tàu tuần dương bọc thép Good Hope và Monmouth, tàu tuần dương hạng nhẹ Glasgow và tàu tuần dương phụ trợ Otranto. Hải đội này còn được tăng cường bởi chiếc thiết giáp hạm tiền-dreadnought cũ Canopus và chiếc tàu tuần dương bọc thép Defence, tuy nhiên chiếc cuối cùng này chỉ đến nơi sau khi trận Coronel đã kết thúc. Canopus bị Cradock cho để lại phía sau, vì ông e ngại tốc độ chậm của nó sẽ ngăn trở việc đối đầu hiệu quả với các con tàu Đức. Chiều tối ngày 26 tháng 10, Scharnhorst cùng với phần còn lại của hải đội khởi hành từ Mas a Fuera, Chile, hướng sang phía Đông. Spee biết được Glasgow bị phát hiện đang ở tại Coronel vào ngày 31 tháng 10, nên quay mũi về phía cảng này.
Hải đội Đức đến vùng biển ngoài khơi Coronel vào xế trưa ngày 1 tháng 11 và bất ngờ đụng độ với cả Good Hope, Monmouth và Otranto cũng như Glasgow. Canopus còn tụt lại phía sau khoảng 300 dặm (480 km) hộ tống các tàu tiếp than Anh. Lúc 17 giờ 00, Glasgow nhìn thấy các con tàu Đức; Cradock lập đội hình với Good Hope dẫn đầu, tiếp nối bởi Monmouth, Glasgow, và Otranto ở phía sau cùng. Spee quyết định kìm lại cuộc tấn công cho đến khi mặt trời lặn thêm, lúc mà các con tàu Anh sẽ soi bóng trên nền trời. Cradock nhận ra sự vô dụng của Otranto trong hàng chiến trận, nên cho tách nó ra.
Vào lúc 18:07, khoảng cách giữa hai hải đội lúc này đã giảm xuống chỉ còn 13.500 m (44.300 ft) và Spee ra lệnh cho chiến hạm của mình chuẩn bị khai hỏa ba mươi phút sau; mỗi tàu giao chiến với tàu đối diện nó ở bên phía Anh. Scharnhorst đối đầu với Good Hope và bắn trúng nó trong loạt đạn thứ ba, viên đạn rơi ở khu vực giữa tháp pháo phía trước và tháp chỉ huy khiến một đám cháy lớn bùng lên. Một khi các pháo thủ Đức phát hiện tàu đối phương đã nằm trong tầm bắn, họ bắt đầu nã đạn một cách mau lẽ, cứ mỗi mười lăm giây một loạt đạn nổ. Oberleutnant zur See (Đại úy Hải quân) Knoop, một sĩ Trinh sát viên trên chiếc Scharnhorst mô tả lại rằng: "Các loạt đạn rơi trúng có thể quan sát được...ở giữa tàu Good Hope đã bị trúng nhiều lần, dẫn đến cháy nổ...bên trong phần này của con tàu đang cháy, điều đó có thể được nhìn thấy thông qua các ô cửa sổ chiếu sáng rực rỡ."
Trong khi chờ đợi, Glasgow bắt đầu bắn cả Scharnhorst lẫn Gneisenau, kể từ khi nó không còn có thể đối dầu với các tàu tuần dương hạng nhẹ khác của Đức. Một trong những viên đạn 4 inch (100 mm) trúng vào phần trước của Scharnhorst nhưng lại tịt ngòi. Lúc 18:50, Gneisenau đã khiến cho Monmouth hư hỏng nặng và khiến nó phải bỏ chạy khỏi hàng ngũ; do đó Gneisenau chuyển sang đối đầu với Good Hope cùng Scharnhorst. Cùng lúc đó, Nürnberg tiếp cận ở tầm bắn thẳng để tấn công Monmouth và nả đạn pháo vào nó. Vào lúc 19:23, súng của Good Hope rơi vào im lặng sau hai vụ nổ lớn; các pháo thủ Đức ngừng bắn ngay sau đó. Good Hope biến mất vào bóng tối. Spee ra lệnh tàu tuần dương hạng nhẹ tiếp cận các tàu đối phương và kết liễu chúng bằng ngư lôi, trong khi ông cùng Scharnhorst và Gneisenau quay về phía nam để chuyển hướng.

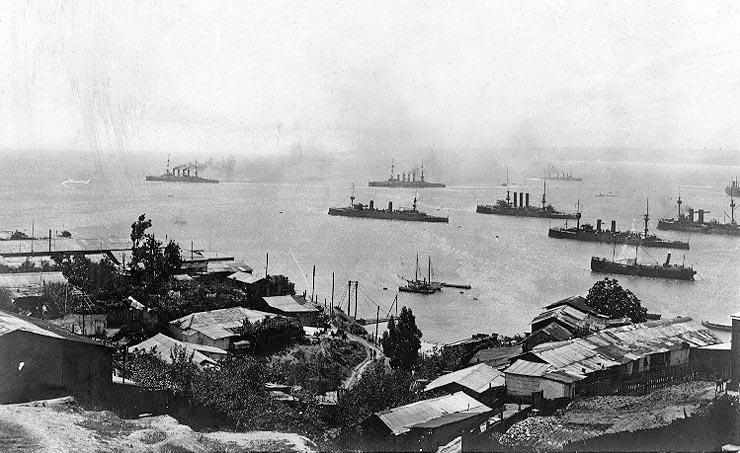
Hải đội Đức rời Valparaíso vào ngày 3 tháng 11 sau trận chiến, dẫn đầu là Scharnhorst và Gneisenau vàNürnberg theo sau. Ở cự ly gần hơn là Esmeralda, O'Higgins và Blanco Encalada và chiếc thiết giáp hạm cũ Capitán Prat

Glasgow bị buộc phải bỏ lại Monmouth lúc 19 giờ 20 phút khi các tàu tuần dương hạng nhẹ Đức xuật hiện, trước khi chạy thoát về phía Nam để gặp gỡ Canopus. Một cơn gió mạnh ngăn cản người Đức trong việc phát hiện ra Monmouth, nhưng cuối cùng nó lại bị lật úp và chìm lúc 20 giờ 08 phút; có trên 1.600 người thiệt mạng từ hai chiếc tàu chiến Anh bị đánh chìm, trong đó có cả đô đốc Cradock. Thiệt hại về phía Đức là không đáng kể; tuy nhiên các con tàu Đức đã tiêu phí hết 40% lượng đạn dự trữ của chúng. Scharnhorst bị bắn trúng hai lần trong trận đụng độ, nhưng cả hai quả đạn pháo đều bị tịt ngòi. Lượt đạn thứ hai rơi trúng ống khói thứ ba của nó nhưng cũng không phát nổ; nó chỉ bị hư hại nhẹ ở mảng ăng-ten vô tuyến khi bị các mãnh đạn vụn va vào. Nó không phải nhận bất cứ thương vong nào, chỉ có duy nhất hai người Đức trên tàu Gneisenau bị thương nhẹ.
Sau trận chiến, Spee dẫn tàu hướng về phía bắc đến Valparaíso. Kể từ khi Chile trở thành quốc gia trung lập, chỉ có ba tàu có thể nhập cảng vào cùng một thời điểm; Spee đi cùng Scharnhorst, Gneisenau và Nürnberg trong nhóm đầu tiên vào sáng ngày 3 tháng 11, để lại Dresden và Leipzig với tàu chở than tại Mas một Fuera. Tại đây, tàu của Spee có thể được tiếp đủ than trong khi ông trao đổi với Bộ tham mưu Hải quân ở Đức để xác định sức mạnh của lực lượng còn lại của Anh tại khu vực. Các tàu chỉ ở lại tại cảng 24 giờ, tuân theo các hạn chế trung lập và di chuyển đến Mas một Fuera vào ngày 06 tháng 11, nơi họ tiếp thêm nhiều than từ các tàu hơi nước của Anh và Pháp bị bắt. Ngày 10 tháng 11, Dresden và Leipzig đã tách ra để dừng chân ở Valparaíso và năm ngày sau, Spee khởi hành cùng phần còn lại của hải đội di chuyển về phía nam đến vịnh St. Quentin thuộc vịnh Penas. Ngày 18 tháng 11, Dresden và Leipzig gặp Spee trong khi đang đi trên đường và hải đội đến vịnh St. Quentin ba ngày sau đó. Ở đó, họ tiếp thêm nhiều than hơn nữa, cuộc hành trình sau chuyến đi vòng qua Cape Horn sẽ còn dài dài và không rõ là cho tới khi nào, họ mới có một cơ hội khác để tiếp than.

#### Trận chiến quần đảo Falkland

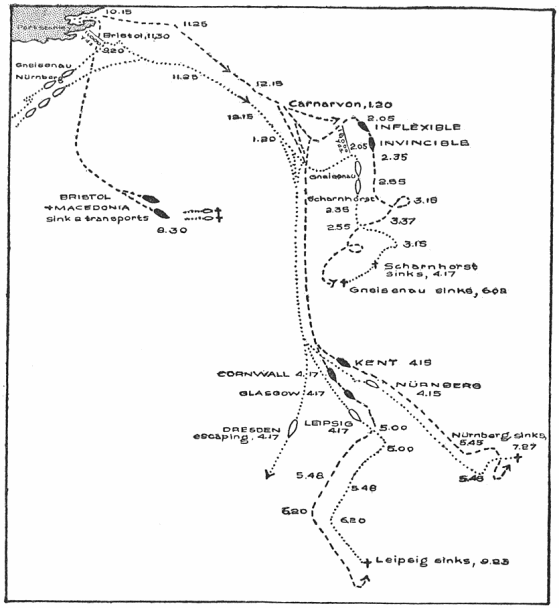
Bản đồ cho thấy sự di chuyển của cả hai hải đội

Khi tin tức thất bại của trận chiến đến London, Hải quân Hoàng gia Anh tổ chức một lực lượng để truy tìm và tiêu diệt Hải đội Đông Á Đức. Nhằm mục đích này, hai tàu chiến-tuần dương mới mạnh mẽ Invincible và Inflexible được cho tách ra từ Hạm đội Grand và đặt dưới quyền chỉ huy của Phó đô đốc Doveton Sturdee. Hai chiếc tàu chiến rời Devonport ngày 10 tháng 11, và trên đường hướng đến quần đảo Falkland, chúng được tháp tùng bởi các tàu tuần dương bọc thép Carnarvon, Kent và Cornwall cùng các tàu tuần dương hạng nhẹ Bristol và Glasgow cùng với Otranto. Lực lượng tám chiếc tàu chiến Anh đi đến Falkland vào ngày 7 tháng 12, nơi chúng lập tức được tiếp than.
Trong khi đó, các chiến hạm của Spee rời vịnh St. Quentin vào ngày 26 tháng 11 và di chuyển vòng quanh Cape Horn vào 2 tháng 12. Họ bắt được một chiếc thuyền ba buồm của Canada là Drummuir, cùng với 2.500 t (2.500 tấn Anh; 2.800 tấn Mỹ) than Cardiff chất lượng tốt. Leipzig đã đánh chìm chiếc tàu và ngày hôm sau hải đội đã dừng lại ở ngoài khơi đảo Picton. Các đội chuyển than từ Drummuir để tiếp than cho các hầm lò của hải đội. Vào sáng ngày 6 tháng 12, Spee tổ chức một cuộc họp với các chỉ huy của các chiến hạm khác trên chiếc Scharnhorst để xác định bước tiếp theo họ nên làm gì. Người Đức nhận được nhiều báo cáo rời rạc và mâu thuẫn về quân tiếp viện của Anh tại khu vực; Spee và hai thuyền trưởng khác ủng hộ một cuộc tấn công vào quần đảo Falkland, trong khi ba chỉ huy khác lại cho rằng, sẽ tốt hơn khi đi vòng qua quần đảo và tấn công tàu của Anh đang di chuyển khỏi Argentina. Spee thực hiện theo ý định của mình và hải đội khởi hành đi quần đảo Falkland lúc 12:00 vào ngày 06 tháng 12.
Gneisenau và Nürnberg, hai chiếc dẫn đầu đội hình hải đội Đức, cũng tiếp cận Falkland sáng ngày hôm đó với ý định phá hủy trạm thu phát vô tuyến của Anh tại đây. Trinh sát viên trên Gneisenau nhìn thấy hai chiếc tàu chiến-tuần dương trong cảng Stanley, nhưng lại cho rằng đó là người Anh đang đốt hết than để ngăn chặn quân Đức đánh vào. Và khi các quả đạn pháo 30,5 cm (12,0 in) được bắn từ Canopus, vốn được cho mắc cạn như một tàu bảo vệ, rơi xung quanh các chiến hạm Đức, Spee bắt buộc phải ra lênh cho các chiến hạm của mình quay mũi rút chạy. Lực lượng Đức nhắm về hướng Đông Nam với tốc độ 22 kn (41 km/h; 25 mph); Scharnhorst là con tàu trung tâm đội hình, có Gneisenau và Nürnberg dẫn trước cùng Dresden và Leipzig tiếp nối theo sau. Tuy nhiên, những tàu chiến-tuần dương mới của đối phương nhanh chóng tăng áp lực hơi nước và tiến ra khỏi cảng đuổi theo Hải đội Đông Á Đức Quốc.

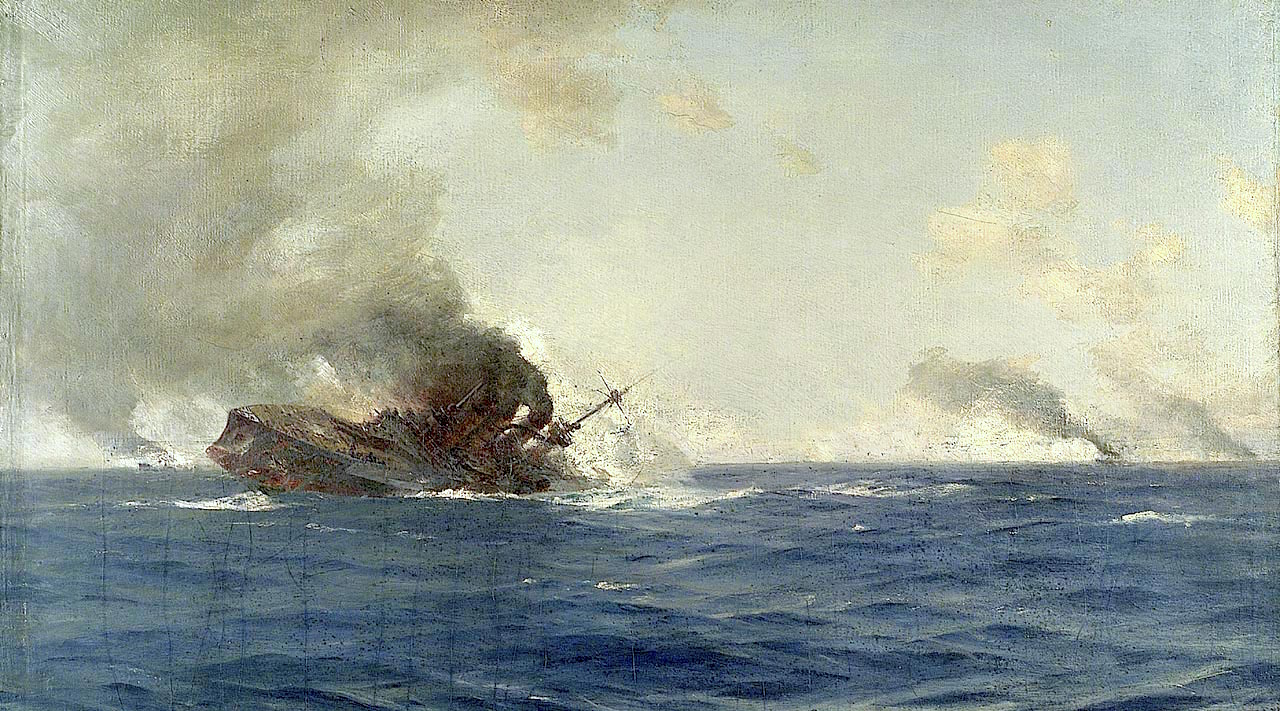
Tranh sơn dầu vẽ Scharnhorst bị lật úp

Đến 13 giờ 20 phút, các tàu chiến Anh nhanh hơn đã đuổi kịp Scharnhorst và các con tàu cùng đi, và bắt đầu nả pháo ở khoảng cách 14 km (8,7 mi). Spee nhận thức rằng các tàu tuần dương bọc thép của mình không thể thoát khỏi các tàu chiến-tuần dương nhanh hơn nhiều của đối phương, nên ra lệnh cho ba chiếc tàu tuần dương hạng nhẹ tìm cách tách ra trong khi ông quay mũi Scharnhorst và Gneisenau giao chiến với lực lượng Anh. Tuy nhiên, Sturdee cũng khôn ngoan tách các tàu tuần dương bọc thép và tàu tuần dương hạng nhẹ dưới quyền đuổi theo các tàu hạng nhẹ Đức trong khi giữ các tàu chiến-tuần dương của mình đối phó với Scharnhorst và Gneisenau. Invincible khai hỏa nhắm vào Scharnhorst trong khi Inflexible tấn công Gneisenau. Spee ra lệnh cho hai tàu tuần dương bọc thép của mình đối đầu với tàu đối diện. Các tuần dương hạm bọc thép của Đức có lợi thế về gió vì đang có gió tây bắc làm người Anh bị che khuất mục tiêu bởi khói tầu của họ trong suốt thời gian tác chiến. Scharnhorst nã vào Invincible với loạt đạn pháo thứ ba và nã tiếp thêm hai lượt đan vào các tàu chiến của Anh. Bản thân soái hạm của Đức không phải nhận phát đạn nào trong giai đoạn này của trận chiến.
Sturdee tìm cách nới rộng khoảng cách bằng cách bẻ lái 2 point về phía Bắc nhằm ngăn không cho von Spee tiếp cận đến tầm bắn hiệu quả của dàn pháo 8,2 in (21 cm) nhỏ hơn. Tuy nhiên, von Spee phản công bằng cách bẻ lái nhanh về phía Nam, buộc Sturdee cũng bẻ lái theo về hướng Nam; điều này cho phép Scharnhorst và Gneisenau tiến đến đủ gần để đối chiến bằng pháo hạng hai 5,9 in (15 cm); hỏa lực của chúng khá hiệu quả đến mức buộc phía Anh phải tạm thời tránh ra xa. Sau khi quay lại, những phát đạn của Anh trở nên chính xác hơn; Scharnhorst bị trúng nhiều lần và phát ra cháy nổ. Tốc độ của bắn đạn của nó bắt đầu chậm lại, mặc dù nó vẫn tiếp tục bắn trúng Invincible. Sau đó, Sturdee đã ra lệnh quay tàu sang hướng cảng trong một nỗ lực để chọn đúng hướng gió, nhưng Spee đã chống trả ý định này của người Anh nhằm giữ vị trí thuận lợi cho mình; sự dịch chuyển đã xảy ra, nhưng điều này làm thứ tự của các con tàu bị đảo ngược, do đó Scharnhorst lúc này đối đầu với Inflexible.

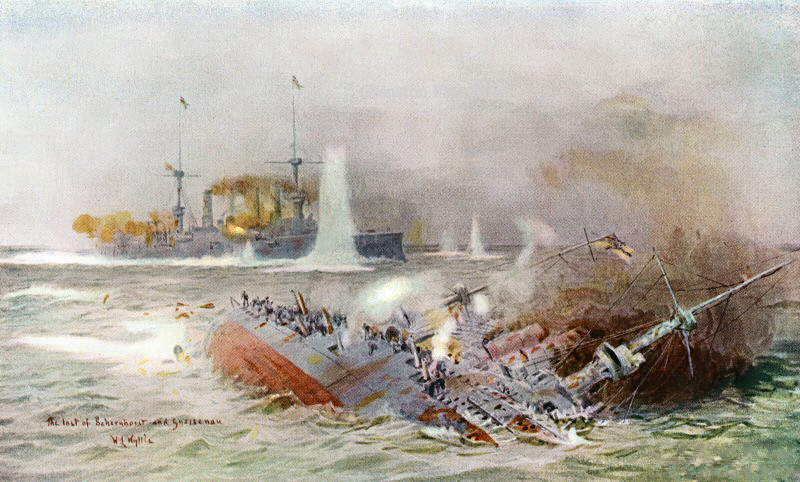
Scharnhorst bị lật úp và chìm trong khi Gneisenau tiếp tục chiến đấu

Đến 15 giờ 30 phút, Scharnhorst bị bắn thủng nhiều lỗ bên dưới mực nước, ống khói thứ ba bị phá hủy và nó bị cháy trầm trọng. Nó cũng bị ngập nước khoảng 3 ft (0,91 m) hơn tầm nước thông thường. Spee ra lệnh Gneisenau cố gắng trốn thoát trong khi ông quay mũi tàu và đã cố gắng phóng ngư lôi vào các tàu đeo bám. Scharnhorst đã bị thiệt hại lớn ở dưới ống khói, bị cháy và bị nghiêng đi chỉ còn 2 mét (6 ft 7 in) so với sàn tàu. Lúc 16 giờ 04, trinh sát viên của Inflexible trông thấy Scharnhorst nghiêng mạnh sang mạn trái và nó chìm lúc 16 giờ 17 phút. Người Anh đã chuyển sự chú ý sang chiếc Gneisenau và cố gắng để bắt nó nên không có ý định cứu vớt thủy thủ đoàn Đức. Tất cả 860 sĩ quan và thủy thủ trên chiếc Scharnhorst, kể cả von Spee, đều tử trận theo con tàu. Gneisenau, Leipzig và Nürnberg cũng bị đánh chìm; riêng Dresden tìm cách lẫn thoát, nhưng cuối cùng cũng bị theo dõi và bị đánh chìm tại đảo Juan Fernández. Việc Hải đội Đông Á bị tiêu diệt hoàn toàn đã gây tổn thất khoảng 2.200 sĩ quan và thủy thủ Đức, trong đó có cả hai người con của Đô đốc von Spee.

Vào giữa năm 1915, một tàu hơi nước ven biển đã tìm thấy thi thể của một thủy thủ Đức ngoài khơi bờ biển Brasil. Người thủy thủ đã mang theo một hộp kín nước được làm từ một viên đạn 21 cm; và bên trong là một trong những Reichskriegsflaggen (Chiến kỳ) đã từng tung bay trên chiếc Scharnhorst. Người thủy thủ đã được chôn cất tại Brasil trong khi chiếc cờ cuối cùng đã được đưa trở về Đức và được đặt trong Museum für Meereskunde (Bảo tàng Hải dương học) ở Berlin. Lá cờ đã bị mất trong Chiến tranh thế giới thứ hai. Vào giữa thập niên 1930, lực lượng hải quân Đức mới, Kriegsmarine, đã cho đóng một thiết giáp hạm mới cũng mang tên Scharnhorst. Tại buổi lễ hạ thủy của chiếc Scharnhorst mới vào tháng 10 năm 1936, có sự góp mặt của góa phụ của vị thuyền trưởng của con tàu cũ.